# 幽霊西へ行く
『幽霊西へ行く』（ゆうれいにしへゆく）は、高木彬光の中編推理小説。「オール読物」（1951年）11月号に掲載された。

## 解説
（近松検事シリーズの原型でもある）『朱の奇跡』同様、『白昼の死角』の原形作品の一つで、ノンシリーズ作品。『死角』の中では、鶴岡が同作を読んで、そのトリックを実地に応用したことになっている。雑誌に発表された際には、高木彬光と島田一男の合作という形になっていた。推定するに、互いに単独で記した作品を、合作として発表し合うつもりであったのだと思われる。
江戸川乱歩「類別トリック集成」によると、「生きた人間の隠し方」に分類され、人間の「感覚と視覚の相違」を利用した、心理的トリックが用いられている。
この作品をさらに発展させて、『公使館の幽霊』（「讀賣新聞」（1959年5月24日）が発表された。こちらは『白昼の死角』の連載中のことであるが、掲載は『死角』よりも早く、『死角』と同様の事件を取り扱っている。
なお、アニメ版「だぁ!だぁ!だぁ!」でワンニャーの変身した青年を、未夢と彷徨が「みたらしさん、もしくは親戚のお兄さん」と紹介しているが、この作品のトリックと似ているとも言える。
題名は、ルネ・クレール監督の映画よりとられている。作中では探偵役の白川武彦がこの映画を見たことになっている。

## あらすじ
二月の初めのとある夕方、西銀座の喫茶店で高島竜二警部は、十年ぶりに女優の上杉弥生と再会していた。彼はかつて上海総領事館の警察司法主任の地位にあり、当時は無名のダンサーだった弥生を麻薬密売の嫌疑で取り調べたことがあった。彼女は無罪放免で釈放され、その後、在留邦人の中でも財産家と呼ばれた天野憲太郎と結婚したことがきっかけで、映画スターへの道を歩むことに成功した。
だが、再会した弥生の表情は浮かぬものであった。夫が降霊術にはまっており、霊媒が彼女の死を予言した、というのだ。十一日に熱海の別荘で行われる、という次の降霊術の実験に高島に参加して、嘘を暴いて欲しい、というのが弥生の依頼であった。
前日の十日の夜に、高島を迎える車が警視庁にやってきた。熱海へ着いた高島は、弥生が撮影のため不在で、天野から弥生が浮気をしていると聞かされた。翌朝弥生は映画の撮影現場に現れず、失踪し、そして、降霊実験で告げられた場所から彼女の死体が発見された。高島は別荘に二つ持ちこまれた支那鞄の中の一つに弥生の死体が入れられていたと推理する。
ところが、その鞄の中から顔を潰された別の男の死体が発見された。その結果、弥生殺害の犯行現場が東京ではなく、熱海であるということになって、捜査は暗礁に乗り上げてしまった。そんな折、高島のかつての上司で、上海総領事であった白川武彦が高島のもとを訪れた。高島から事件の概要を聞かされた白川は、謎の解明に乗り出した。

## 登場人物
高島竜二（たかしま りゅうじ）
かつての上海総領事館の警察司法主任で、現在は警視庁の捜査主任の警部。50代前半。戦後、あらゆる地盤を失って内地に引き上げてきた。弥生の成功を羨んでいた。
上杉弥生（うえすぎ やよい）
映画女優。現在は大女優だが、十二、三年前は大部屋の俳優から少し抜きんでた程度の女優に過ぎなかった。成功を夢見て、上海でダンサーになるが、そこで事件に巻き込まれ、高島の取り調べを受けた。天野との結婚を機に幸運が訪れたのだが…。
天野憲太郎（あまの けんたろう）
弥生の夫。かつては上海の在留邦人の中でも屈指の財産家と言われたが、現在は落ちぶれて、自分の収入は弥生の稼ぎの何分の一にもならぬ。とぼやいていた。弥生の浮気も察知しており、「チャタレイ夫人の夫」と自嘲していた。
金田晴信（かねだ はるのぶ）
天野家の遠縁の青年。
松前明（まつまえ あきら）
41、2歳の剃刀のように鋭い感じのする監督。
日高晋（ひだか すすむ）
45、6歳の、弥生のマネージャー。
川島玄斎（かわしま げんさい）
白髪白髯の霊媒師。
山元譲治（やまもと じょうじ）
売り出し中の新劇俳優。
後藤進吉（ごとう しんきち）
強盗殺人で逃げている青年。
梶原（かじわら）
熱海警察署の警部補。仇名はドリル。
大宮（おおみや）
平塚警察署の刑事。
村山（むらやま）
警視庁の捜査一課長。
白川武彦（しらかわ たけひこ）
元上海総領事。高島の元上司。40代前半。この物語の探偵役。